# الغریف، استان الخرمه
الغریف (به عربی: القریت) یک منطقهٔ مسکونی در عربستان سعودی است که در استان مکه واقع شده‌است.